# Bitwa pod Równem (VII 1920)

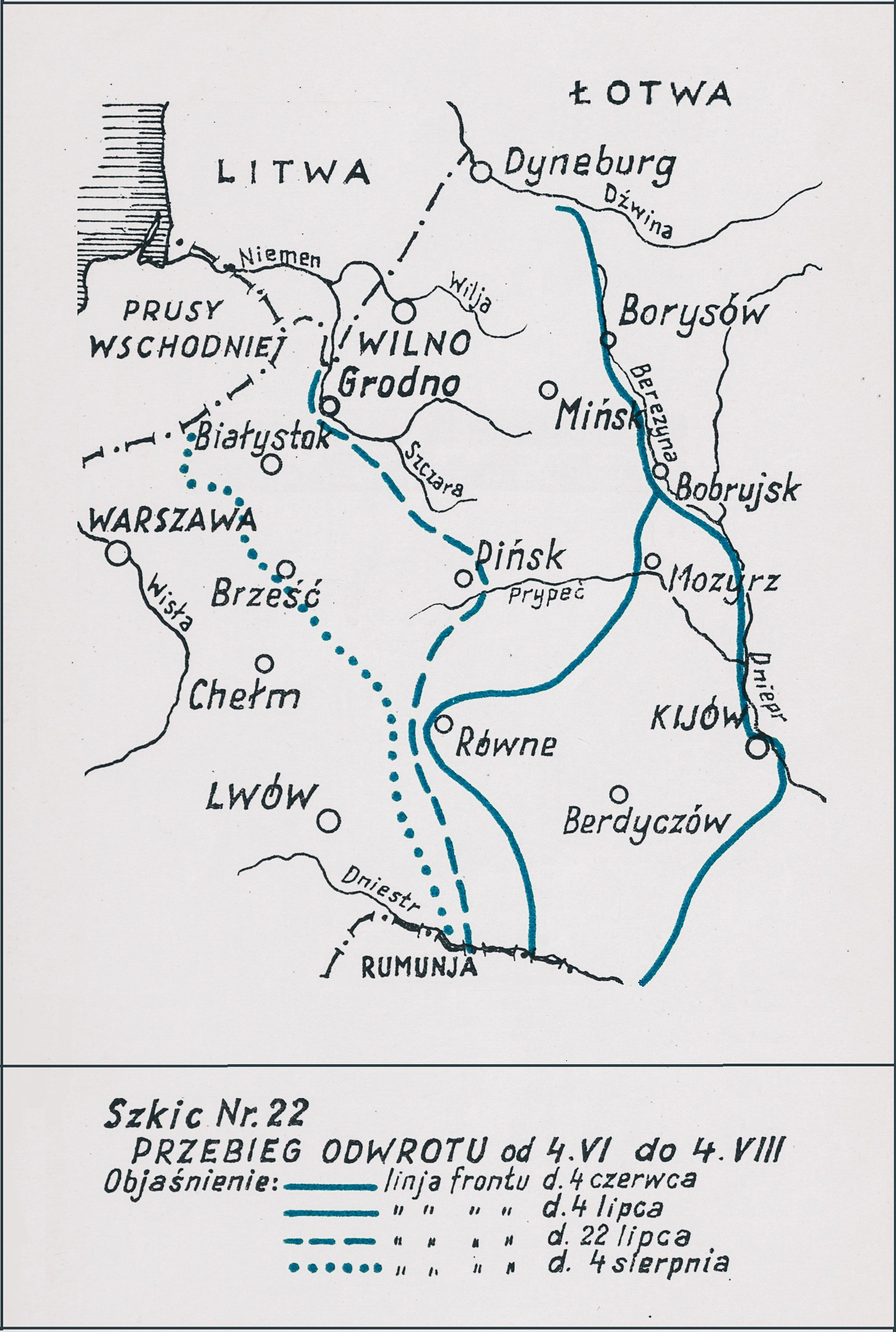
Adam Przybylski,
Wojna polska 1918–1921

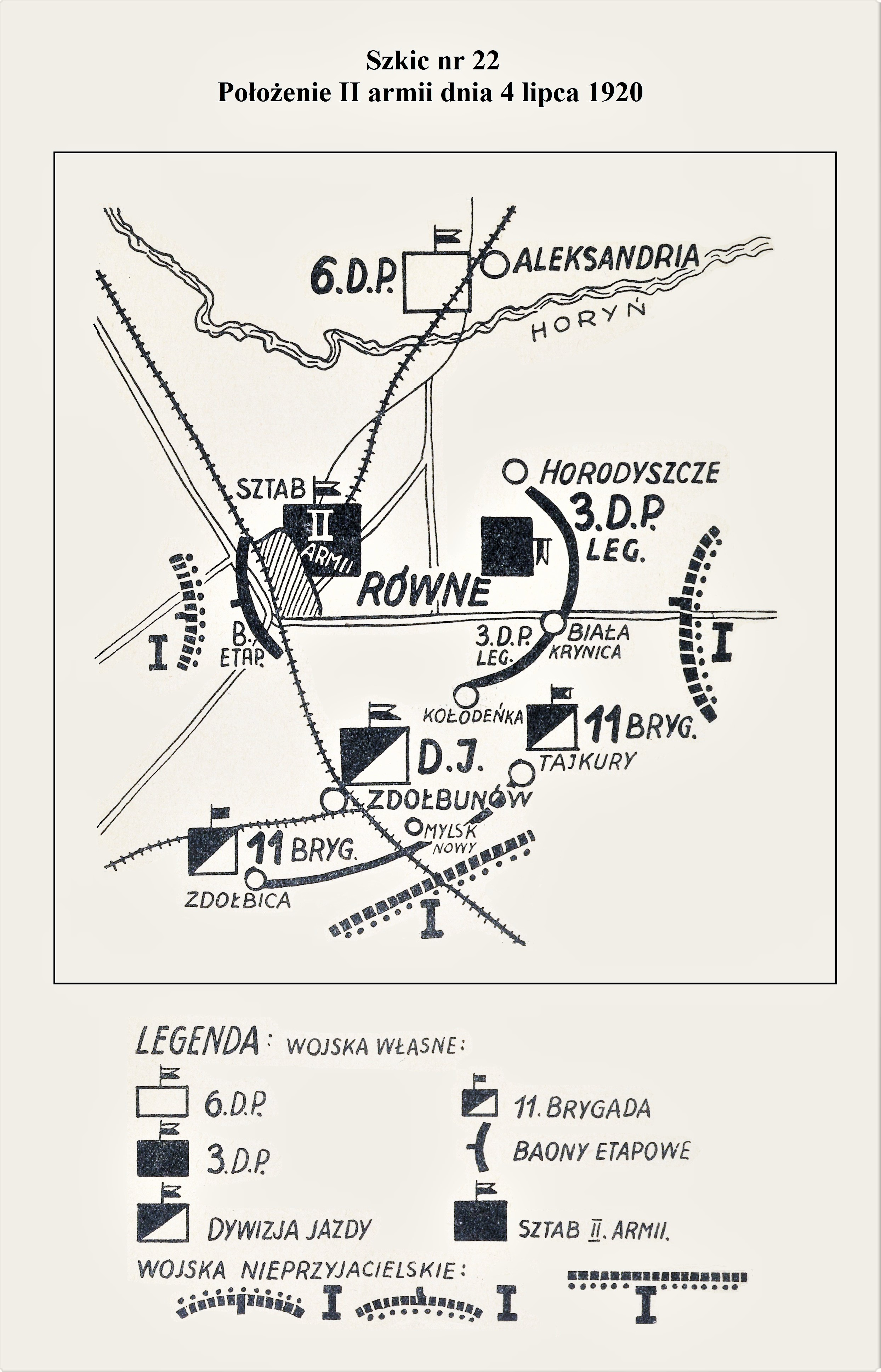
Gen. Kazimierz Raszewski, Wspomnienia z własnych przeżyć do końca roku 1920

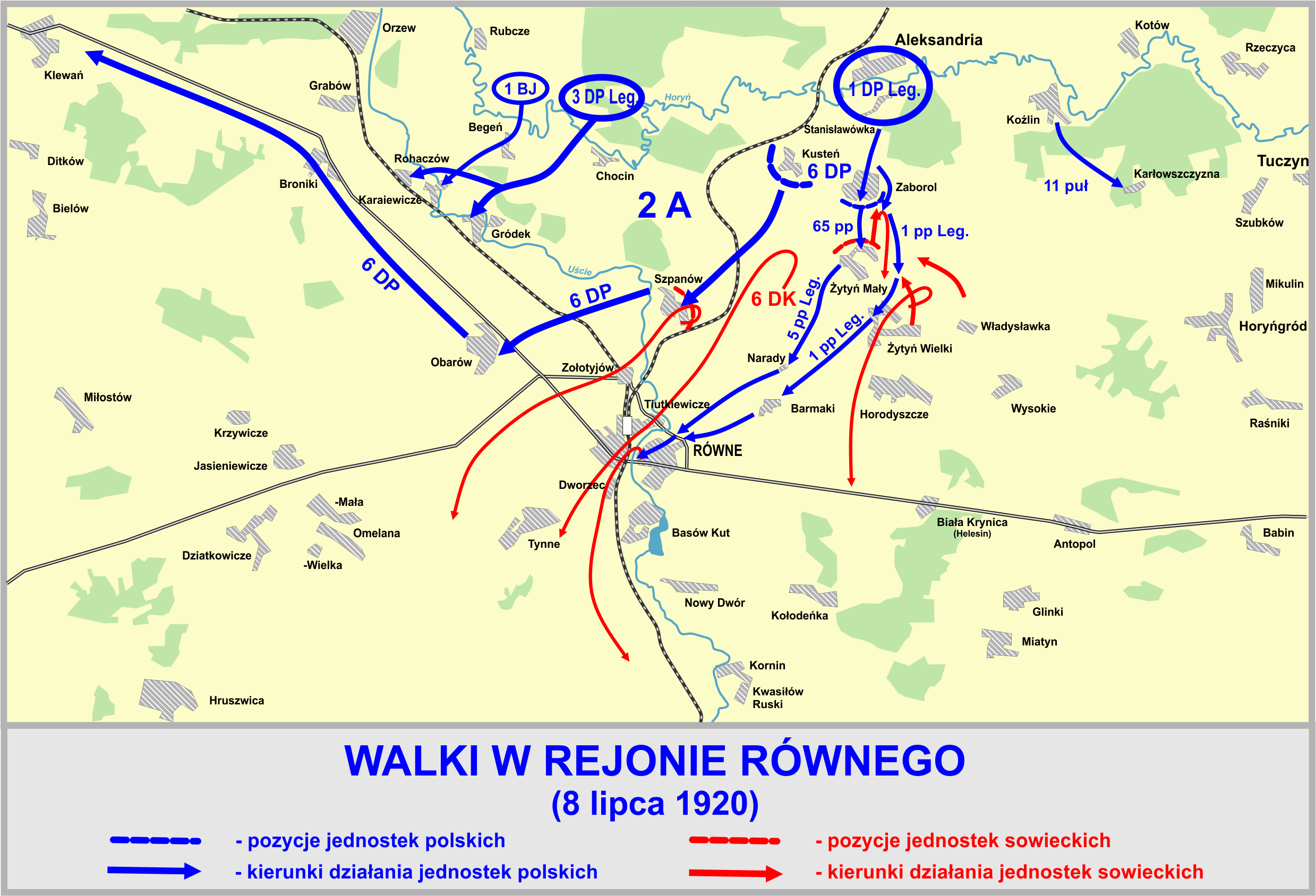

Bitwa pod Równem – walki polskiej 2 Armii gen. Kazimierza Raszewskiego z sowiecką 1 Armią Konną Siemiona Budionnego toczone w okresie ofensywy Frontu Południowo-Zachodniego w czasie wojny polsko-bolszewickiej.

## Sytuacja ogólna
26 maja na Ukrainie wojska sowieckiego Frontu Południowo-Zachodniego przeszły do ofensywy, a już 5 czerwca trzy dywizje sowieckiej 1 Armii Konnej Siemiona Budionnego przełamały trwale polski front pod Samhorodkiem na odcinku obrony grupy gen. Jana Sawickiego. 10 czerwca odwrót spod Kijowa w kierunku na Korosteń rozpoczęła polska 3 Armia gen. Edwarda Rydza-Śmigłego, 16 czerwca dotarła do Uszy, a 22 czerwca większość jej sił dotarła już do Uborci. W ostatnich dniach czerwca poszczególne związki operacyjne Frontu Ukraińskiego, dowodzonego już przez gen. Edwarda Rydza-Śmigłego, ugrupowane były w następujący sposób: Armia Ukraińska gen. Michajła Omelianowicza-Pawlenki skupiona była nad Dniestrem, w kierunku granicy z Rumunią, 6 Armia gen. Wacława Iwaszkiewicza-Rudoszańskiego zajmowała odcinek frontu Dniestr–Chmielnik–Lubar, nowo sformowana 2 Armia gen. Kazimierza Raszewskiego znajdowała się na linii rzek Słucz i Horyń, a 3 Armia gen. Edwarda Rydza-Śmigłego rozlokowana była nad Uborcią.
27 czerwca 1 Armia Konna przełamała polską obronę na Słuczy na południe od Zwiahla, na odcinku bronionym przez I Brygadę Piechoty (rez.). Kawaleria Budionnego wdarła się w lukę między lewym skrzydłem 6 Armii, a grupą gen. Leona Berbeckiego z 2 Armii. 28 czerwca padł Korzec, a 3 Dywizja Piechoty Legionów wycofała się za Horyń. 29 czerwca dowództwo polskiego Frontu Ukraińskiego przygotowało nowy plan uderzenia na sowiecką 1 Armię Konną zgrupowaną w rejonie Korca. Uderzyć miały jednocześnie 1. i 3 Dywizja Piechoty Legionów oraz 6 Dywizja Piechoty. Jednak ten plan pobicia 1 Armii Konnej nie powiódł się i 2 lipca strona polska zaniechała działań ofensywnych w tym rejonie.
3 lipca 1 Armia Konna sforsowała Horyń, a pod wpływem nowej sytuacji operacyjnej gen. Edward Rydz-Śmigły zmodyfikował swój plan bitwy.

## Skład walczących wojsk
| Strony | Jednostki organizacyjne              | Dowódcy                              |
| WP     | 2 Armia gen. Kazimierza Raszewskiego | 2 Armia gen. Kazimierza Raszewskiego |
| ------ | ------------------------------------ | ------------------------------------ |
| WP     | 1 Dywizja Piechoty Legionów          | płk Juliusz Rómmel                   |
| WP     | 3 Dywizja Piechoty Legionów          | gen. Leon Berbecki                   |
| WP     | 6 Dywizja Piechoty                   | płk Ottokar Brzoza-Brzezina          |
| WP     | Dywizja Jazdy                        | gen. Jan Sawicki                     |
| WP     | 1 Brygada Jazdy                      | ppłk Władysław Prażmowski            |
| RKKA   | 1 Armia Konna Siemiona Budionnego    | 1 Armia Konna Siemiona Budionnego    |
| RKKA   | 4 Dywizja Kawalerii                  | Fiodor Letunow                       |
| RKKA   | 6 Dywizja Kawalerii                  | Siemion Timoszenko                   |
| RKKA   | 11 Dywizja Kawalerii                 | Fiodor Morozow                       |
| RKKA   | 14 Dywizja Kawalerii                 | Aleksandr Parchomienko               |

## Walki podRównem
Obrona i utrata Równego przez 3 Dywizję Piechoty Legionów
W myśl nowego planu dowódcy Fontu Ukraińskiego, 3 Dywizja Piechoty Legionów gen. Leona Berbeckiego obsadziła Równe i zajęła pozycje po obu stronach szosy Równe–Korzec, od Kołodzianki po Horodyszcze. Na południe od niej rozwinęła się Dywizja Jazdy gen. Jana Sawickiego. W rejonie Zdołbunowa skoncentrowała się 1 Brygada Jazdy ppłk. Władysława Beliny-Prażmowskiego. Te trzy wielkie jednostki miały zatrzymać marsz Budionnego i umożliwić uderzenie skrzydłowe 1 Dywizji Piechoty Legionów z północy, a 18 Dywizji Piechoty gen. Franciszka Krajowskiego z południa na nacierające dywizje 1 Armii Konnej. 6 Dywizja Piechoty pozostawała na obszarze między Ludwipolem po Sieliszcze, a jej 12 pułk piechoty bazował w Kostopolu.
Wieczorem 3 lipca 1 Dywizja Piechoty Legionów rozpoczęła marsz do rejonu Tuczyn–Równe w miejsce koncentracji. Budionny nie oddawał jednak inicjatywy i we wczesnych godzinach rannych 4 lipca zaatakował w lukę pomiędzy polską Dywizją Jazdy i 3 Dywizją Piechoty Legionów. Jego 14 Dywizja Kawalerii Aleksandra Parchomienki związała walką dywizję gen. Sawickiego, natomiast główne siły „konarmii” zaczęły obchodzić prawe skrzydło 3 Dywizji Piechoty Legionów w rejonie Kołodzianki. Również i 14 Dywizja Kawalerii obeszła Równe i przedarła się pod Klewań, zagarniając po drodze tabory 3 DP Leg. 6 Dywizja Kawalerii Siemiona Timoszenki obeszła miasto od południa i zachodu, a pozostałe dywizje Budionnego uderzyły na Równe od wschodu i południa.
Zagrożona obejściem 3 Dywizja Piechoty Legionów około 12:30 rozpoczęła odwrót, zajęła pozycje na wschód i południowy wschód od Równego i już z nowych stanowisk odrzuciła natarcie sowieckiej kawalerii. W tym czasie sowiecka 11 Dywizja Kawalerii zepchnęła spod Zdołbunowa w kierunku Równego osamotnioną 1 Brygadę Jazdy. Jedynie rozmieszczona  na wzgórzach między Kołodzianką i Kwasiłowem polska Dywizja Jazdy z powodzeniem wykorzystywała broń maszynową, odpierała wszystkie ataki 14 Dywizji Kawalerii i zadawała jej duże straty.
Do walki włączył się także 4 dywizjon artylerii konnej. Ostrzelał on kolumnę wojsk 11 Dywizji Kawalerii, maszerującą wzdłuż toru kolejowego Zdołbunów–Równe z zadaniem uderzenia na prawe skrzydło 3 DP Leg. Wykorzystując skutki ognia 4 dak-u, na zmieszane pododdziały 14 DK uderzyły 1., 5. i 12 pułk ułanów. Kozacy nie przyjęli walki i wycofali się do lasu na wschód od Zdołbunowa. Jednak sytuacja oddziałów polskich była nadal groźna. Próba powstrzymania 6 Dywizji Kawalerii nie powiodła się i 1 Brygada Jazdy musiała się cofnąć, odsłaniając tym samym dostęp do miasta od zachodu, a na szosie klewańskiej w oddziałach tyłowych 3 DP Leg. wybuchła panika.
W tej sytuacji dowódca Dywizji Jazdy gen. Jan Sawicki pozostawił pod Kołodzianką 1 pułk ułanów, z zadaniem prowadzenia działań opóźniających, a siłami głównymi przeszedł do Basów Kut. W tym właśnie rejonie dowódca 2 Armii gen. Raszewski zamierzał stworzyć zgrupowanie uderzeniowe i zaatakować tyły sowieckiej 6 Dywizji Kawalerii. Równolegle z polską dywizją, w rejon Basów maszerowała jedna z brygad 11 Dywizji Kawalerii. Generał Sawicki kierował przeciw niej pułki ułanów, które szarżami powstrzymywały marsz kozaków. Działania te wspierały baterie 5. i 7 dywizjonu artylerii konnej oraz pociąg pancerny „Hallerczyk”. Przed 19:00 rozpoczęły się walki uliczne. W pierwszym uderzeniu Sowieci opanowali cmentarz, ale kontratak wyprowadzony siłami 12 pułku ułanów pozwolił na odzyskanie terenu i o zmroku przeciwnik cofnął się do Nowego Dworu.

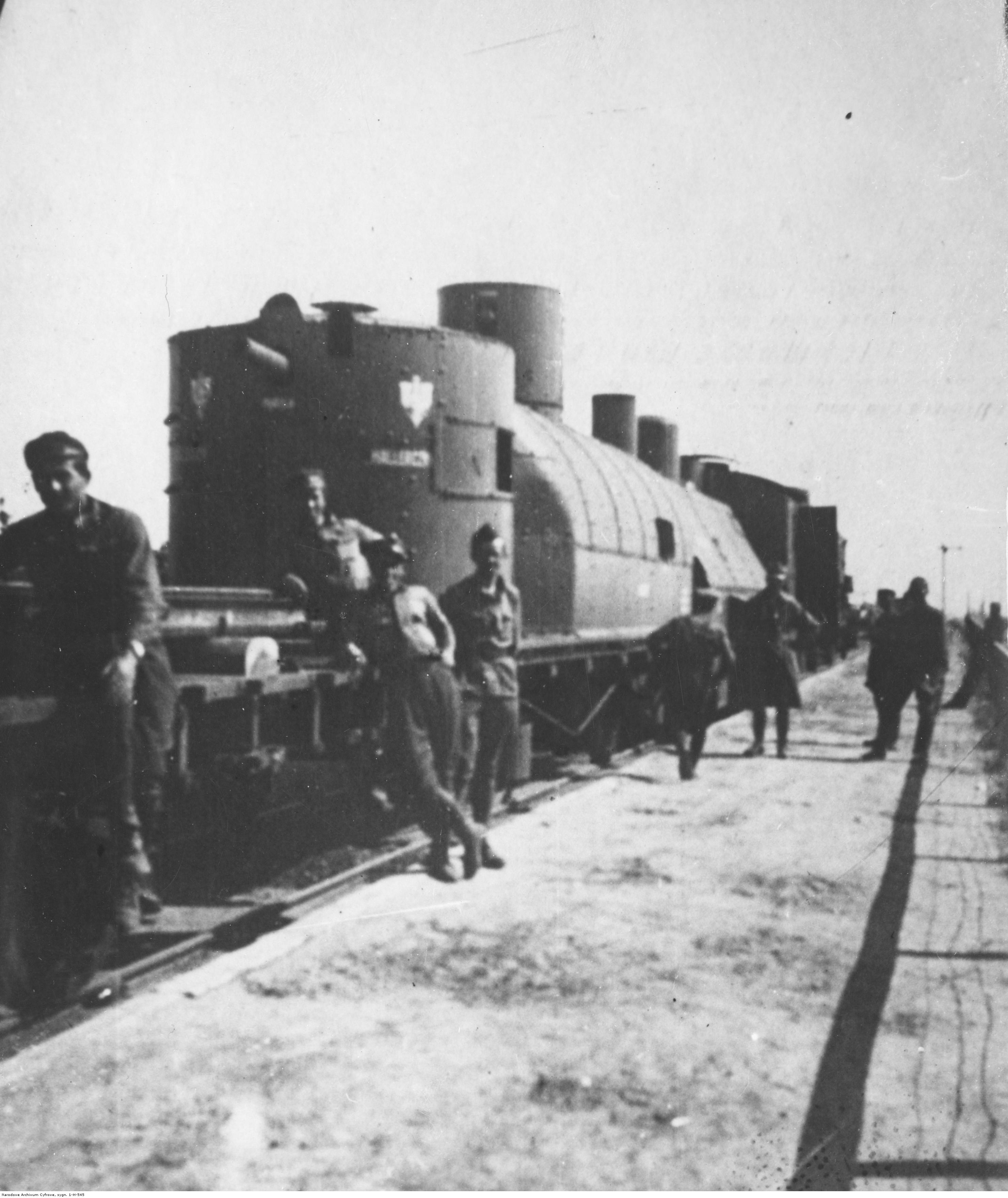
Pociąg pancerny "Hallerczyk" w czasie wojny polsko-sowieckiej; 1920 r.

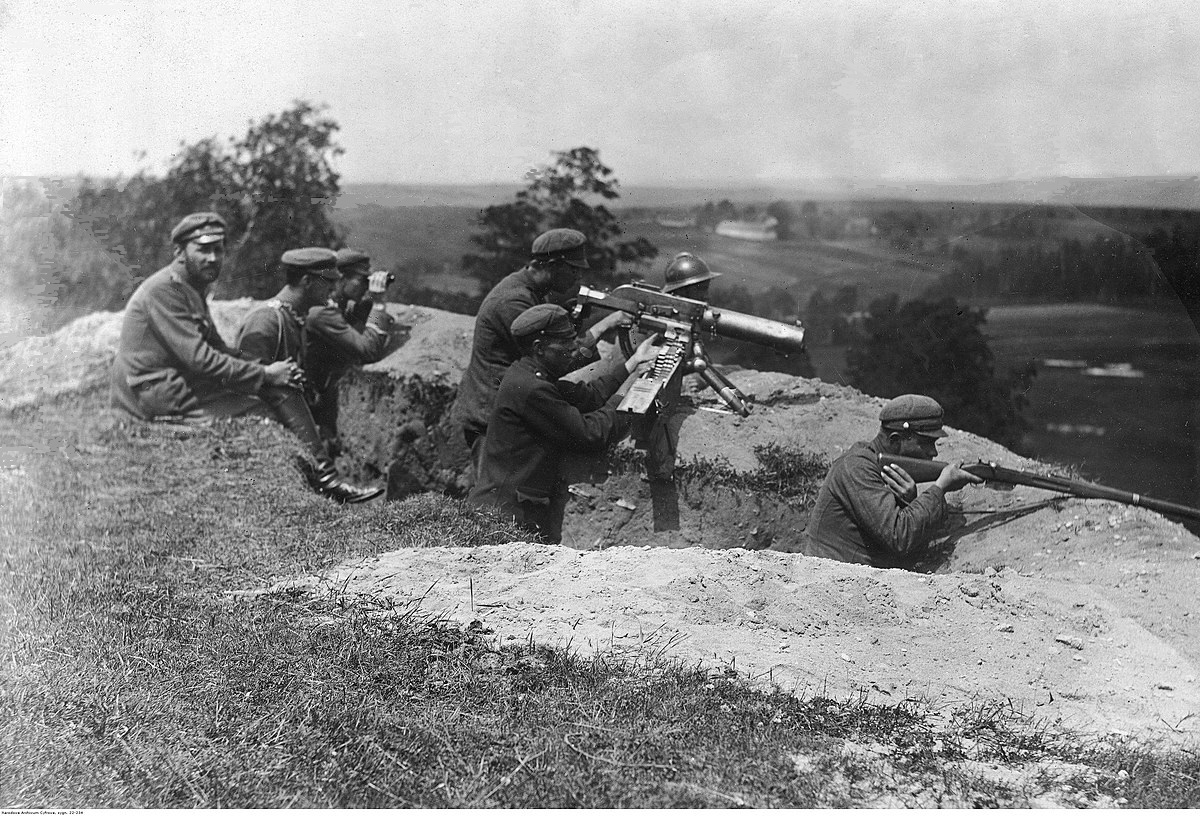
Polscy żołnierze z ckm Schwarzlose wz. 07/12 na stanowisku bojowym podczas wojny polsko-sowieckiej

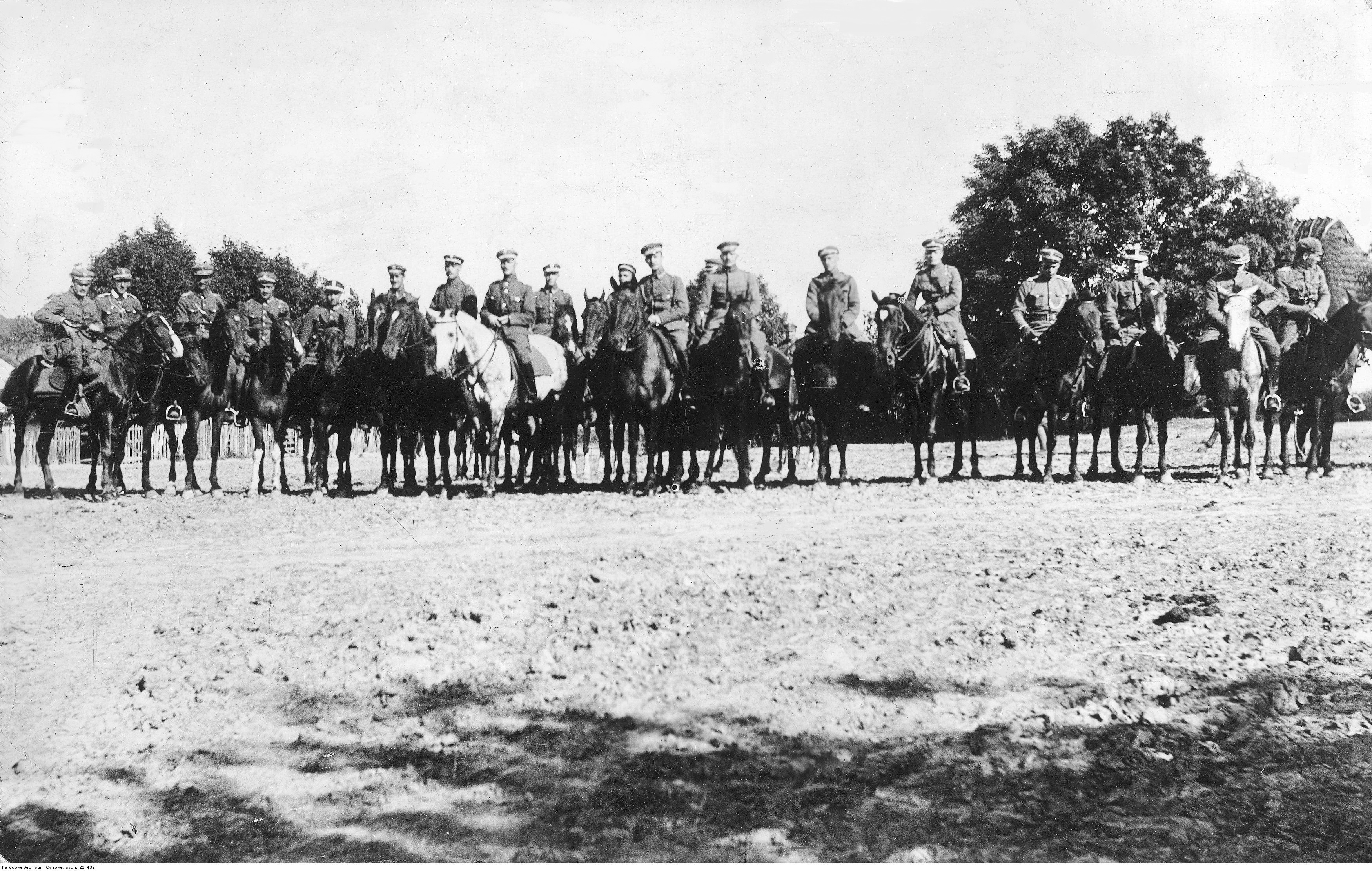
Polska kawaleria z czasów wojny polsko-sowieckiej

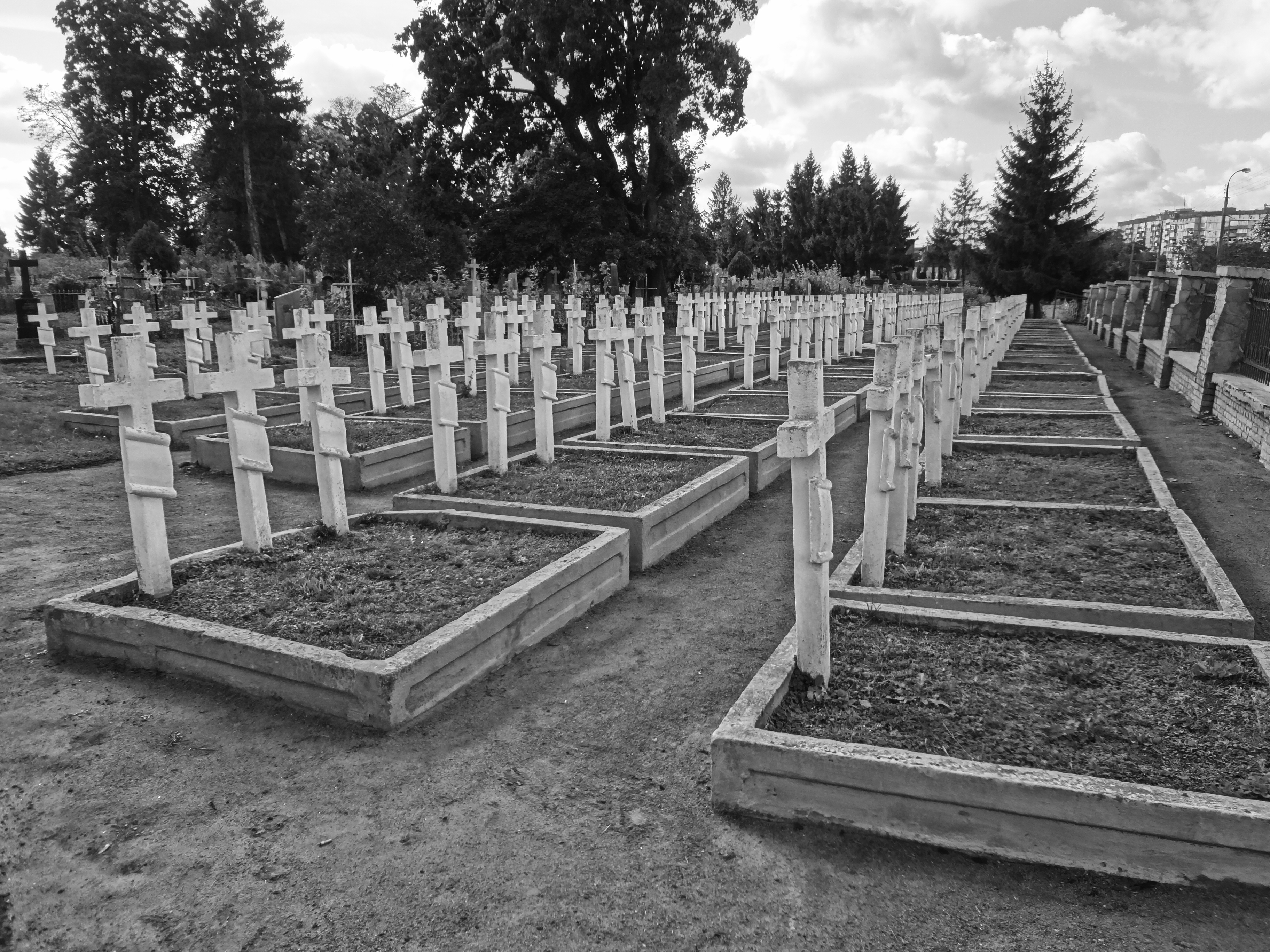
Groby polskich żołnierzy poległych w 1920 r. na cmentarzu w Równem

Jednak na skutek poniesionych strat, skrajnego przemęczenia żołnierzy, braku amunicji i szybkich postępów sowieckiej 6 Dywizji Kawalerii, zagrażającej okrążeniem oddziałów polskich w rejonie Równego, gen. Raszewski wydał rozkaz ogólnego odwrotu. 3 Dywizja Piechoty Legionów nocą z 4 na 5 lipca odeszła w kierunku na Aleksandrię i nad ranem rozwinęła się na północnym brzegu Horynia frontem do Równego. Jej 7 pułk piechoty Legionów obsadził brzeg rzeki w rejonie Reszucka, 8 pułk piechoty rozlokował się w kolonii Czerepasznik, a idący w straży tylnej 9 pułk piechoty stanął jako odwód dywizji na stacji Lubomirka. Na lewo od 3 DPLeg. linii Horynia broniła dwupułkowa 6 Dywizja Piechoty. Jej 12 pułk piechoty pozostawał nadal w Kostopolu jako odwód armii. Prawe skrzydło ugrupowania obronnego Armii stanowiła 1 Brygada Jazdy prowadząc jednocześnie rozpoznanie w kierunku na Deraźno i Susk. Odchodząca na wschód Dywizja Jazdy trafiła na odpoczywający w Dziatkiewiczach sztab 6 Dywizji Kawalerii i pododdziały jej 36 pułku kawalerii; zdecydowane uderzenie ułanów rozproszyło pododdziały sowieckie, a wśród licznych poległych rozpoznano dowódcę 36 pułku kawalerii. Około 7:00 Dywizja Jazdy dotarła do Stubły i po jej przekroczeniu w Nowym Stawie i Peresopnicy rozlokowała się w pobliżu Nowosiółek na odpoczynek. 5 lipca dywizja gen. Sawickiego nie była już jednak w stanie podjąć jakichkolwiek działań i przegrupowała się do rejonu Podhajce – Krupy – Łuck, tracąc taktyczną łączność z oddziałami 2 Armii.
Wycofanie się jednostek polskich z Równego początkowo uszło uwadze sowieckich dowódców. Przez pewien czas artyleria nieprzyjaciela ostrzeliwała skraj miasta i dopiero około północy weszła do niego kawaleria, która zajęła pozycje obronne na północnym i północno–zachodnim skraju miasta. Zdobycie Równego przez oddziały Budionnego zakończyło pierwszy etap bitwy. Polacy utracili ważny węzeł komunikacyjny. Takie rozmieszczenie dywizji polskich spowodowało, że nieprzyjaciel uzyskał wolną i niebronioną przestrzeń w kierunku na Lwów i Kowel. Aby przeciwdziałać rysującemu się niebezpieczeństwu, dowódca frontu gen. Rydz-Śmigły nakazał cofnięcie 3 Armii na Styr, 6 Armii na Zbrucz, a 2 Armii polecił zamknąć drogę na Kowel. Tragiczną sytuację operacyjną jednostek polskich uratował także fakt, że Budionny 4 i 5 lipca postanowił pozostać pod Równem, dać wojskom wypocząć, uzupełnić szeregi nowymi zaciągami i czekać na rozkazy dowództwa Frontu Południowo-Zachodniego.
Polskie natarcie na Równe
Czasowe zaniechanie działań ofensywnych przez dywizje Budionnego stworzyło sprzyjające warunki do podjęcia jeszcze jednej próby pobicia 1 Armii Konnej siłami 2 Armii gen. Raszewskiego. 
Dowódca 2 Armii nakazał:
- 1 Brygada Jazdy miała uderzać z Begenia[i] przez Karajewicze – kolonię Michałówka – Bielów w kierunku na Ołykę. Częścią sił miała ewentualnie wesprzeć 1 DP Leg.
- 3 Dywizja Piechoty Legionów maszerować miała rejonu Begenia przez Karajewicze – Bronniki – Klewań, z zadaniem opanowania obu mostów na Stuble
- 6 Dywizja Piechoty maszerować miała przez Kustyń – Szpanów – Obarów – Karpiłówkę – Michałówkę na Bielów – Stary Żuków, z zadaniem opanowania przepraw przez Stubłę w Bielowie i Peresopnicy; częścią sił miała wesprzeć 1 DP Leg.
- 11 pułk ułanów maszerować miał przez Zaborol – Żytyń Mały – Równe – Jasienienicze – Krzywicze – Peresopnicę do wsi Suchowce, z zadaniem zabezpieczenia południowego skrzydła 2 Armii
- 1 Dywizja Piechoty Legionów maszerować miała przez Zaborol – Żyteń Mały – Szpanów – Złotyjów[j] – Obarów, szosą klewańską w kierunku na Klewań; częścią sił miała zaatakować Równe
- pociągi pancerne „Strzelec Kresowy” i „Podhalanin" miały wspierać ogniem walczące jednostki

Rozkaz przewidywał też niewłaściwą ocenę sytuacji, która podjęta była na podstawie meldunku lotniczego i zakładał, że w razie gdyby meldunek lotniczy polegał na omyłce i gros sił Budiennego znajdowało się w rejonie Równego, pierwsza, z najbliższych Równego, dywizja zaatakuje całą siłą Równe, przy czym zostanie wzmocniona przez odwód armii i najbliższe części 6 Dywizji Piechoty. W konsekwencji więc 2 Armia nie ruszyła koncentrycznie na Równe, lecz skracając front, obrała kierunek na zachód.
8 lipca w południe przystąpiły do działań wszystkie wielkie jednostki 2 Armii, łącznie z przydzieloną jej 1 Dywizją Piechoty Legionów. 3 DP Leg. sforsowała Horyń pod Begeniem i do wieczora opanowała Rohaczów i Gródek, towarzysząca jej 1 Brygada Jazdy zajęła Krajewicze, a 6 Dywizja Piechoty Szpanów. Główne uderzenie wykonywała z rejonu Aleksandrii 1 Dywizja Piechoty Legionów. Jej I Brygada Piechoty Legionów miała nacierać bezpośrednio na Równe. Broniące się przed nią oddziały sowieckiej 6 Dywizji Kawalerii potrafiły doskonale wykorzystać falisty, porośnięty dojrzewającym zbożem teren. Spieszona kawaleria, wyposażona w dużą liczbę karabinów maszynowych, prowadziła ogień zaporowy, a inne oddziały wykonywały szarże, opóźniając działania piechoty polskiej. Zastosowana przez legionistów taktyka walki z kawalerią Budionnego zaczęła jednak dawać pozytywne rezultaty. Postępując tuż za liniami tyralier, baterie 1 pułku artylerii polowej Legionów ogniem na wprost rozbijały sowieckie gniazda broni maszynowej. Skutecznie też odpierano kozackie szarże. Często dochodziło do walki wręcz.
Około 21:00 na pole bitwy przybył dowódca I BP Leg. płk Stefan Dąb-Biernacki i wydał nowe rozkazy. 5 pułk piechoty Legionów kpt. Eugeniusza Wyrwińskiego, wraz z sześcioma bateriami artylerii, miał nacierać szosą od folwarku Narady, a 1 pułk piechoty Legionów kpt. Stefana Kozickiego, we współdziałaniu z 11 pułkiem ułanów mjr. Mariusza Zaruskiego, miał uderzyć na Równe z Żytynia Wielkiego przez Barmaki. Podczas marszu rozszalała się gwałtowna burza, ale zdecydowano się kontynuować marsz. W Żytyniu Wielkim i folwarku Narady zaskoczono placówki kozackie i zniszczono je. Wychodząc z Narad jedna z kolumn 1 pułku piechoty Legionów zmyliła drogę i na Barmaki skierowano 5 pułk piechoty Legionów, wzmocniony 6 baterią 1 pap Leg. Pozostałe baterie artylerii pozostały daleko za piechotą.
9 lipca o świecie oba legionowe pułki były już na przedmieściach Równego. W czasie „zdejmowania” nieprzyjacielskich ubezpieczeń padły strzały, które zaalarmowały sowieckie oddziały stacjonujące w mieście. Przystąpiono do frontalnego ataku. Z odległości kilkuset metrów ostrzelano gęstą kolumnę kawalerii, taborów i artylerii, zadając jej duże straty oraz zmuszając do porzucenia kilku dział i wielu wozów. Sowieci kontratakowali. Kozacy wpadli na mostek i groblę, ale zostali odparci przez 5/1 pp Leg. Po kilku godzinach walk opanowano miasto, a I BPLeg. zdobyła między innymi pięć dział, uszkodzony czołg i kilkanaście ckm-ów. Odzyskano także dwie armaty 150 mm pozostawione przez polskie oddziały podczas odwrotu.
Obrona Równego przez 1 Dywizję Piechoty Legionów
Budionny nie pogodził się z utratą miasta. Jego 6 Dywizja Kawalerii koncentrowała swoje oddziały w rejonie Tynnego, a od strony Szpanowa i Barmak nadciągały kolumny 4 Dywizji Kawalerii. W tej sytuacji dowódca I BP Leg. płk Dąb-Biernacki przystąpił do organizacji obrony. Południowej części miasta bronił 5 pułk piechoty Legionów, a jego I i II batalion zajęły stanowiska na wschodnich i południowych przedmieściach od szosy do Korca po szosę na Klewań. Północnej części miasta bronił 1 pułk piechoty Legionów. Jego I batalion obsadził linię od dworca kolejowego do szosy klewańskiej, a II batalion północno-wschodnie krańce miasta. W odwodzie brygady pozostał III batalion 5 pułku piechoty Legionów i 11 pułk ułanów. Działania piechoty wspierać miała artyleria legionowa. 1., 3. i 9 bateria 1 pap Leg. stanęły przy szosie na Klewań, 5/1 pap Leg. i 3 bateria 1 pułku artylerii ciężkiej Legionów przy szosie do Żytnia, 6/1 pap Leg. na wschodnim skraju miasta.
W południe Sowieci rozpoczęli realizować artyleryjskie przygotowanie natarcia, a bezpośrednio po nim wyszedł atak od strony Horodyszcza. Odparły go, przy współudziale 6/1 pap Leg., kompania techniczna i dwie kompanie III/1 pułku piechoty Legionów. Czerwonoarmiści zajęli jednak dominujące nad okolicą wzgórze i stamtąd prowadzili ogień nękający. Kolejny atak nastąpił od południowego zachodu, od strony Tynnego – również odparty. Tymczasem gen. Raszewski, bazując na błędnym meldunku z rozpoznania lotniczego jakoby główne siły Budionnego rozpoczęły marsz na zachód, nakazał wszystkim oddziałom 2 Armii przejść do pościgu w kierunku na Kiwerce.
Około 15:00 płk Dąb-Biernacki otrzymał rozkaz opuszczenia Równego. Jednak ustawiczne ataki nieprzyjaciela uniemożliwiły natychmiastowe wykonanie tego rozkazu. Około 17:00 nieprzyjaciel wyprowadził kolejne duże koncentryczne natarcie na Równe. Walki trwały do zmroku. Polakom udało się utrzymać swoje pozycje. W nocy polskie pułki bez przeszkód ze strony nieprzyjaciela opuściły miasto szosą klewańską. Odwrót osłaniała 8 kompania 1 pułku piechoty Legionów ppor. Władysława Orlika-Broniewskiego. Zgodnie z rozkazem dowódcy 2 Armii, 1 Dywizja Piechoty Legionów odeszła na Klewań i dalej do rejonu Kołek, wracając w podporządkowanie 3 Armii. 10 lipca wszystkie oddziały 2 Armii rozpoczęły odwrót za Styr. W tym dniu jednostki polskie obsadziły nową linię frontu, wytyczoną przez rzeki Styr i Zbrucz.

## Bilans walk
Bitwa pod Równem zakończyła się porażką 2 Armii gen. Kazimierza Raszewskiego. Nie zdołano rozbić 1 Armii Konnej ani zadać takich strat, które wyraźnie obniżyłyby jej wartość bojową. Jednak wyczerpana bojem sowiecka konnica czasowo wstrzymała dalszy marsz na zachód. Umożliwiło to polskim oddziałom reorganizację i przygotowanie się do kolejnych walk.
Walki pod Równem znacząco podniosły morale jednostek polskich, słabnące podczas odwrotu w starciach z kawalerią Budionnego. Polska piechota nauczyła się skutecznie walczyć z osławioną kawalerią Siemiona Budionnego.